# Asilus nigrinus
Asilus nigrinus är en tvåvingeart som beskrevs av Macquart 1848. Asilus nigrinus ingår i släktet Asilus och familjen rovflugor. Inga underarter finns listade i Catalogue of Life.